# ورپ‌لنک (نیویورک)
ورپ‌لنک (به انگلیسی: Verplanck) یک منطقهٔ مسکونی در ایالات متحده آمریکا است که در شهرستان وستچستر، نیویورک واقع شده‌است. ورپ‌لنک ۲٫۰ کیلومتر مربع مساحت و ۱٬۷۲۹ نفر جمعیت دارد و ۱۸ متر بالاتر از سطح دریا واقع شده‌است.